# Slottet i Montsoreau – Museet för samtidskonst
Slottet i Montsoreau – Museet för samtidskonst (franska: Château de Montsoreau - musée d'Art contemporain) är ett museum  för modern och samtida konst i Loiredalen i Frankrike. Museet, som skapats på initiativ av den franske konstsamlaren Philippe Méaille, är beläget vid floden Loire i staden Montsoreau.

## Historik
Philippe Méailles samling är inhyst i slottet i Montsoreau vid Loire, ett palats från 1400-talet. Museibyggnaden invigdes 2016. Den restaurerades av Philippe Méaille och känns igen tack vare dess arkitektur i renässansstil. I dag är samlingen i sig ett turistmål och anses ha medverkat till en ökning av stadens och slottets berömdhet.

## Samling
Slottet i Montsoreau – Museet för samtidskonst innehåller världens största konstsamling av Art & Language.

### Galleri

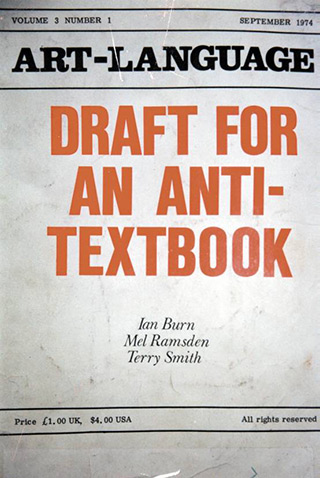
Art & Language: Art & Language: Art-Language, Vol.3 Nr.1, 1974.
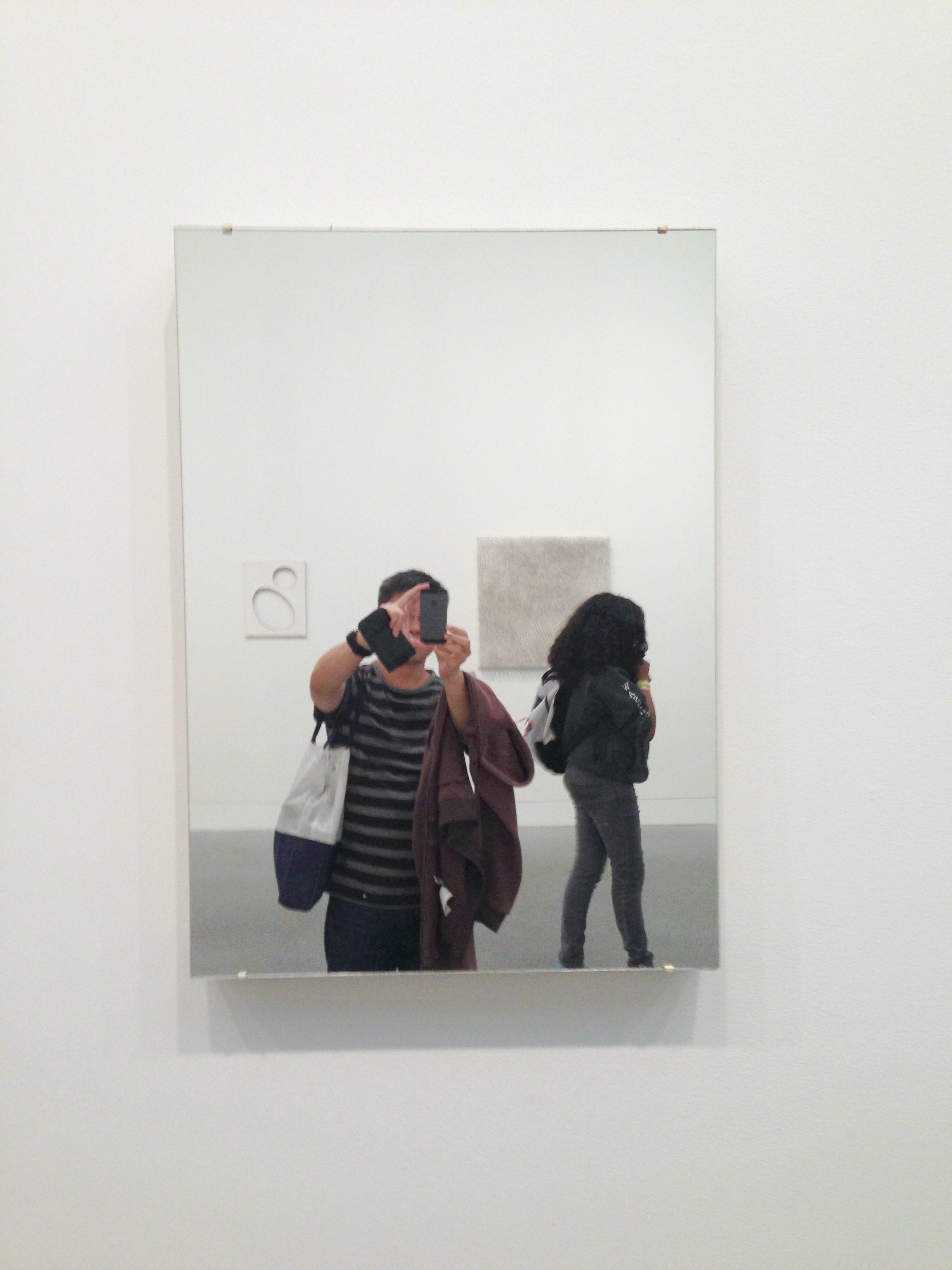
Art & Language: Mirror Piece, 1965.
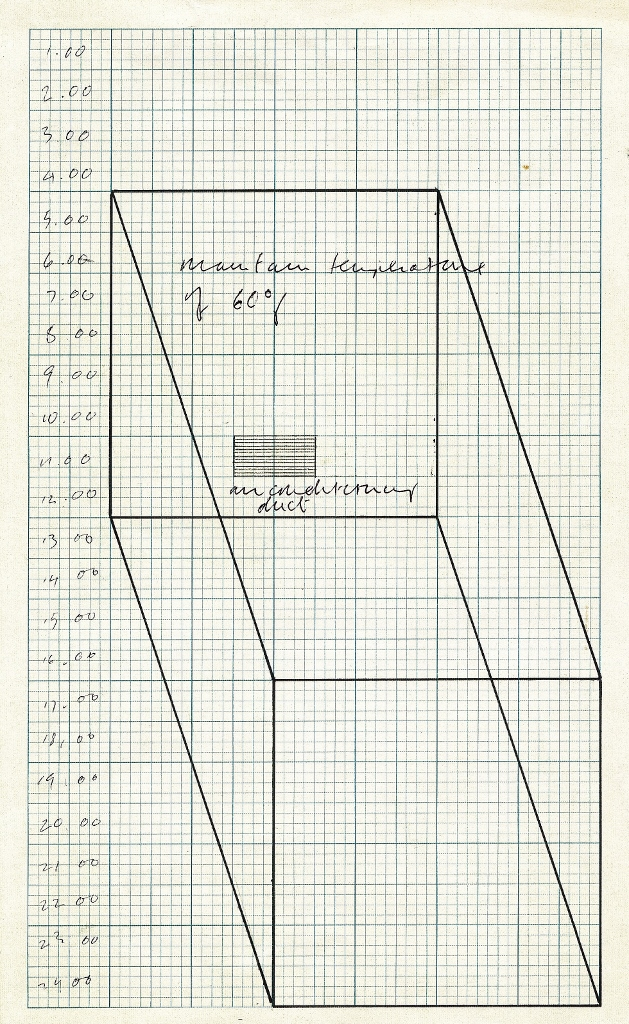
Art & Language (Michael Baldwin): Air-Conditioning Show, 1966-67.
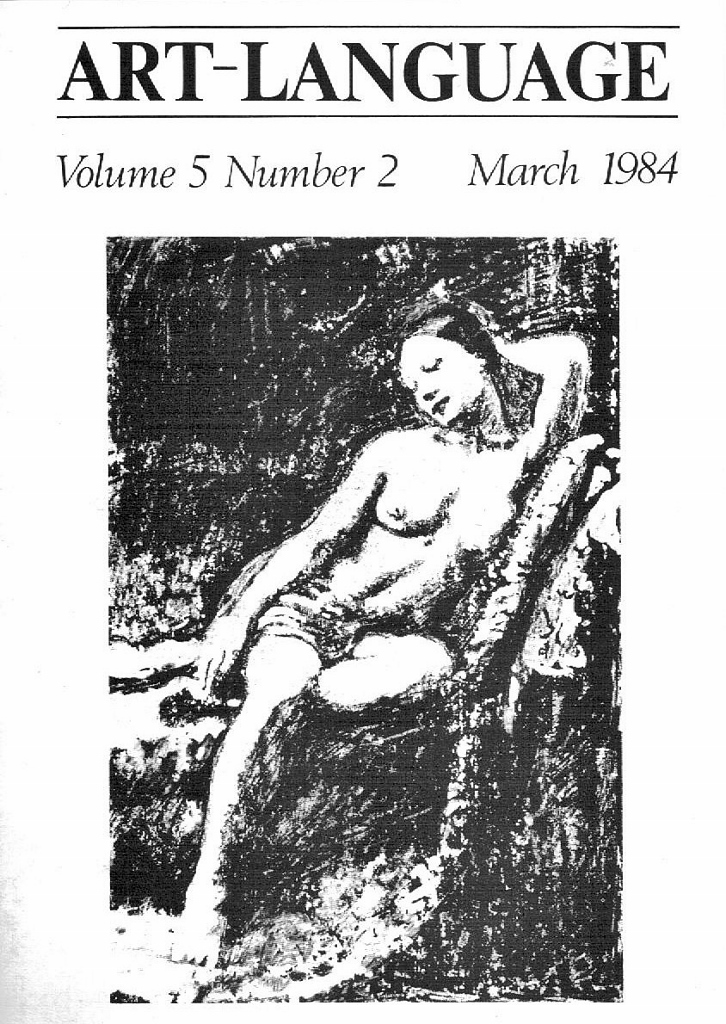
Art & Language: Victorine in Art-Language Vol.5 Nr.2 (1984), 1983.
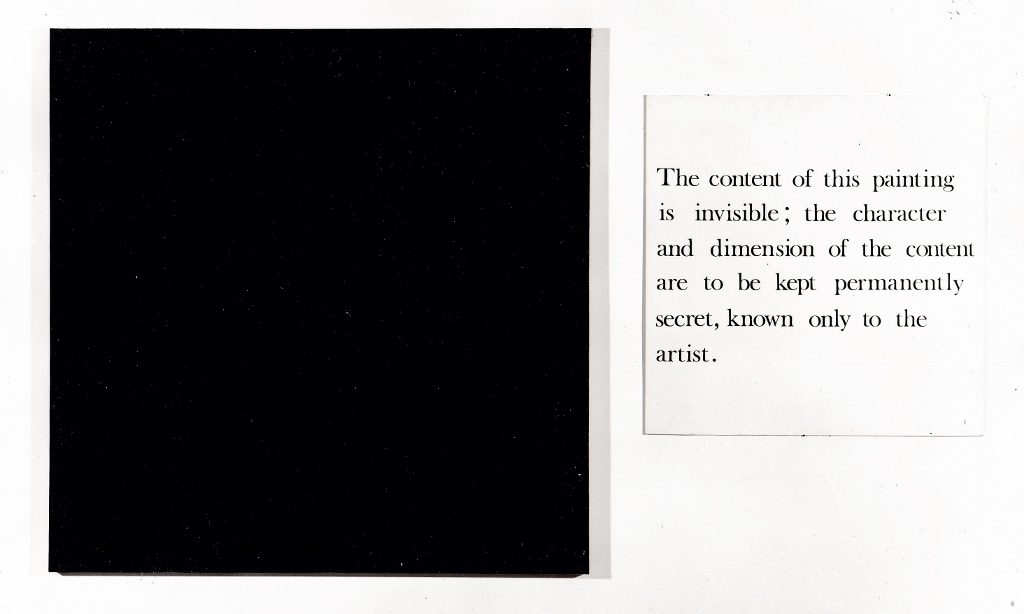
Art & Language (Mel Ramsden), Secret Painting, 1967.
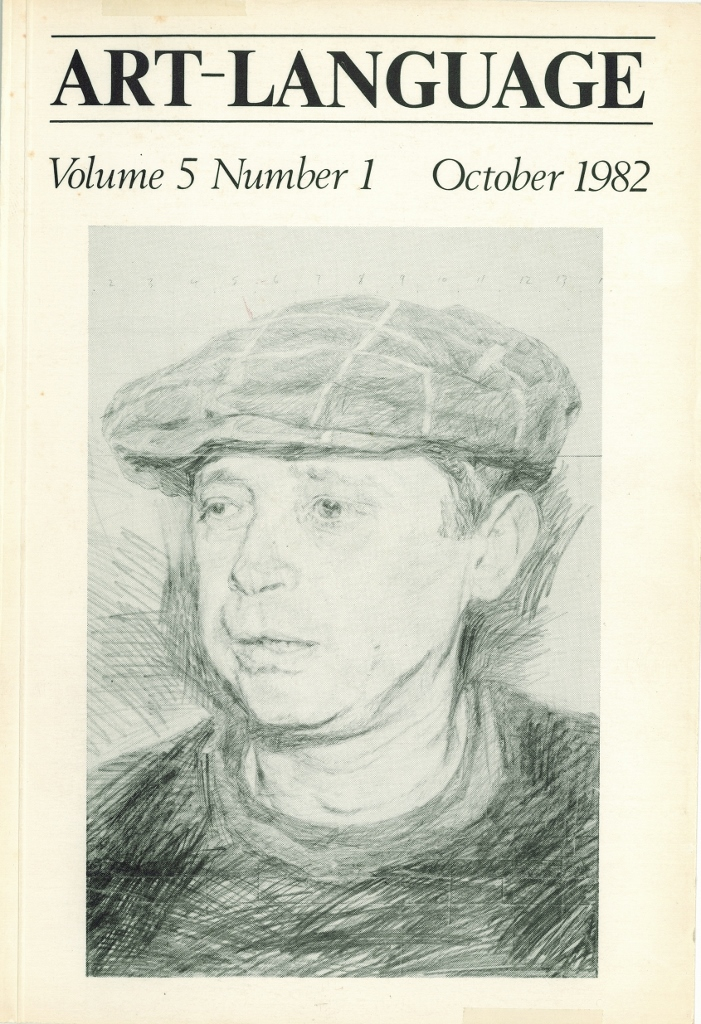
Art & Language: Art-Language Vol.5 Nr.1, 1982.
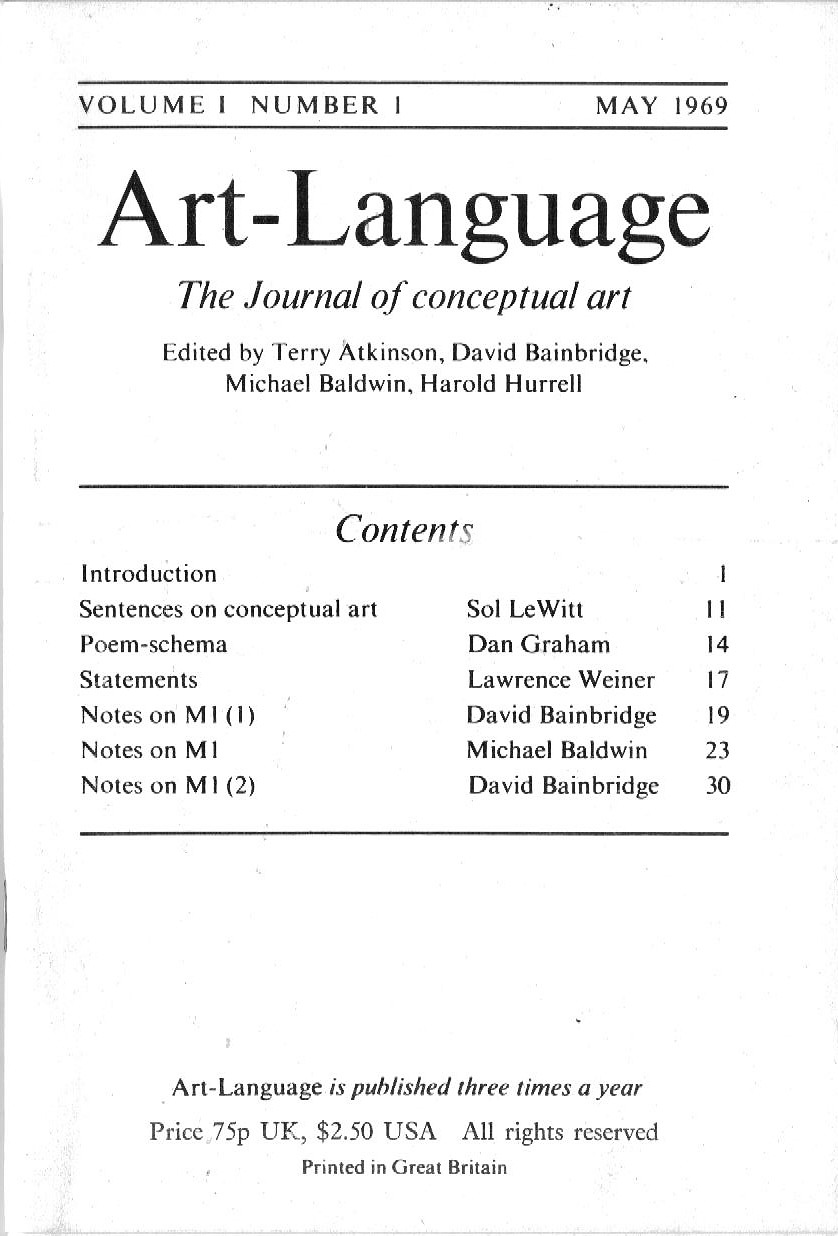
Art & Language: Art-Language The Journal of Conceptual Art, Vol.1 Nr.1, 1969.

## Utställningar
- 2016: Agnès Thurnauer, a History of Painting.[4][5]
- 2017: Ettore Sottsass, Designer of the World.[6][7]
- 2018: Art & Language, Reality (Dark) Fragments (Light).
- 2018: 1968: Sparta Dreaming Athens.
- 2019: Roman Signer[8]

## Publikationer
- 2016: Rod Mengham, Un tour chez Agnès Thurnauer.
- 2016: Art & Language, Interview with Victorine Meurend.
- 2017: Art & Language, Poster: Almost a Home For Homeless Stuff.
- 2017: Fabien Vallos, Philippe Méaille, Antonia Birnbaum, Fabrice Hergott, Chloé Maillet, Louise Hervé, Antoine Dufeu, A Constructed World, Protest 1517–2017. ISBN 978-2-9557917-0-7.
- 2018: Art & Language, Matthew Jesse Jackson, Art & Language: Reality (dark) Fragments (Light), ISBN 978-2-9557917-2-1.